# Episodi di College
| nº | Titolo                     | Prima TV Italia |
| -- | -------------------------- | --------------- |
| 1  | Quelli del College         | 6 marzo 1990    |
| 2  | Ospiti desiderate          | 13 marzo 1990   |
| 3  | Carletto innamorato        | 20 marzo 1990   |
| 4  | Miss College               | 27 marzo 1990   |
| 5  | Il bellimbusto             | 3 aprile 1990   |
| 6  | La recita                  | 10 aprile 1990  |
| 7  | Cadetto speciale           | 17 aprile 1990  |
| 8  | Il bar                     | 24 aprile 1990  |
| 9  | La piccola pescivendola    | 1º maggio 1990  |
| 10 | Cuori solitari             | 8 maggio 1990   |
| 11 | Il finto capitano          | 15 maggio 1990  |
| 12 | Una collegiale particolare | 22 maggio 1990  |
| 13 | La macchina del colonnello | 29 maggio 1990  |
| 14 | Addio al celibato          | 5 giugno 1990   |

## Quelli del College
Dopo il loro mancato matrimonio Arianna e Marco si ritrovano nella stessa città, la prima iscritta al Victoria College, presieduta dalla preside Ricci, il secondo all'Admiral Academy presieduta dal colonnello Madison. Qui fanno la conoscenza delle collegiali: Beatrice Barbieri, ragazza ricca e viziata, Cinzia Bernardini, genio in matematica, Vally Chiaro, bella e sportiva, e Samantha, "disponibile" e intrigante; e dei cadetti: Carletto Staccioli, tenerone e attaccato alla famiglia, Paul Dupont, amante del gioco, Pietro, detto Roccia, forzuto ma non tanto sveglio e Diego Sanchez, amante delle belle donne.
Gli scherzi tra le due fazioni iniziano già dal primo giorno.

## Ospiti desiderate
A causa di un fulmine, una parte del tetto del Victoria College crolla, rendendo l'edificio inagibile. Il colonnello Madison dispone che le collegiali siano ospitate nell'Accademia fino al termine dei lavori di riparazione; i cadetti ne approfittano per farsi sostituire dalle ragazze sia in cucina, sia per le pulizie, oltre a dover essere sottoposte alle dure esercitazioni sotto le grinfie del capitano Salice. Durante la permanenza delle collegiali in Accademia, il Capitano Salice e la Dottoressa Muller si sfideranno l'uno contro l'altra a più riprese, fin quando la contesa non sfocerà in un rapporto sessuale tra i due nel retrobottega del bar di Marcello.

## Carletto innamorato
Per Carletto sono tempi duri: si è infatti innamorato, a sua insaputa ricambiato, di Manuela, una ragazza del Victoria College. Ma l'eccessiva timidezza di lui gli impedisce di dichiararsi. I suoi compagni di stanza lo aiutano a vincere la timidezza e Carletto si trasformerà, anche se solo per una volta, in un vero macho dal cuore tenero.

## Miss College
Al Victoria College arriva Elena, una nuova collegiale. La ragazza per i suoi atteggiamenti da snob è invisa alle nuove compagne, in particolare da Vally, contro la quale non esita a scambiare dei colpi bassi. Per stemperare la tensione, viene indetta un'iniziativa: la ragazza più meritevole sarà la vincitrice di una borsa di studio di una settimana, da trascorrere in un importante college estero, in compagnia di un cadetto dell'Accademia, il cui prescelto è Diego Sanchez, il quale vince la selezione maschile piazzandosi davanti al cadetto modello Marco Poggi. Rinfrancata dalla vittoria di Diego, Arianna decide di non partecipare alle prove per la borsa di studio. Intanto però Diego, nel tentativo di fuga per non essere sorpreso dal fidanzato di una delle sue amanti, è costretto a fuggire da una finestra e si sloga una caviglia. Il sostituto sarà il secondo classificato, ovvero, Marco Poggi.
Arianna, saputo ciò, chiede di poter partecipare alla borsa di studio per evitare che una ragazza del college possa partire insieme al suo fidanzato. La direttrice e la Signora Müller acconsentono purché Arianna riesca a superare tutte le prove già sostenute dalle altre ragazze in un giorno solo. Dopo aver sostenuto prove di cultura, musica e disegno, e l'esclusione di chi avesse tentato mezzi illeciti, in tre arrivano a pari merito: Elena, Vally e Arianna. Per decretare la vincitrice, dovranno sfidarsi in una gara di pattinaggio sul ghiaccio a tempo di musica. Elena sapendo che la sua vera e più agguerrita rivale è proprio Arianna, con l'aiuto di Baldani, sostituisce la cassetta della musica scelta per il numero di Arianna con un pezzo rock. Arianna al momento di esibirsi non si perde d'animo ed esegue il suo numero sul pezzo moderno coinvolgendo tutti in un ballo scatenato e vincendo di fatto la gara. I Mangosi riescono a vincere a Paul (il cadetto scommettitore) una grossa somma scommettendo tutto su Arianna.
Paul infatti sapendo che Arianna inizialmente non partecipa accetta la puntata dei Mangosi ignari del fatto.
Quando però Arianna decide di partecipare e vince, Paul si trova costretto a pagare una ingente somma vista la quotazione da outsider di Arianna.

## Il bellimbusto
All'Admiral Academy arriva un nuovo cadetto. Giulio Carta (Antonio Zequila), un bel ragazzo, conquista subito il cuore delle collegiali e, in particolare, quello di Arianna. Marco è avvilito per come Giulio sta per portargli via la fidanzata, ma un segreto nella vita del nuovo cadetto farà rimettere le cose a posto. Giulio, infatti, è un ladro.

## La recita
Le ragazze del College devono trovare il modo di racimolare dei soldi. Quale modo migliore se non mettere in scena una commedia?
Le collegiali coinvolgeranno anche i cadetti quindi... successo assicurato!!! Paul, invece, rimasto vittima di uno scherzo delle collegiali che gli ha lasciato la pelle momentaneamente nera, conosce una bella soldatessa afroamericana con cui ha una storia.

## Cadetto speciale
A seguito di una scommessa tra Marco e Arianna, Vally si infiltra tra i cadetti travestendosi da uomo. Per vincere la scommessa, Marco cerca di rendere difficile la permanenza della ragazza in accademia anche perché questa primeggia in tutte le gare fisiche. Tra tutti il seduttore della caserma Diego Sanchez entra in depressione perché attratto dal nuovo cadetto, a dispetto della sua notoria passione per le belle donne. Solo alla fine riuscirà a capire che tutto è nella norma e che il nuovo soldato è in realtà una ragazza. Vally finisce spesso in infermeria e si innamora del medico.

## Il bar
Il barista Marcello ha un esaurimento nervoso ed ha bisogno di andare in vacanza. Il capo camerata Baldani vince una vacanza premio in Brasile offerta dal colonnello Madison. Per aiutare Marcello, i cadetti e le collegiali decidono di prendere in gestione il bar e di far andare in vacanza il barista al posto di Baldani, che andrà ugualmente in vacanza...ma nel retrobottega del bar, ubriaco, credendo di essere in Brasile!

## La piccola pescivendola
Al collegio Victoria viene indetto un ballo che vede come protagonista un vero principe. I cadetti scommettono con le collegiali di riuscire a trasformare una ragazza di bassa estrazione sociale in una vera principessa. Per far perdere i ragazzi, le collegiali convincono Beatrice a travestirsi da stracciona e, con uno stratagemma, la scelgono come oggetto della scommessa, la ragazza vista da alcuni amici altolocati racconta che è una nuova moda. I ragazzi però scoprono tutto. Diego trova un'altra ragazza che potrebbe fare al caso loro e, usando il suo fascino, inizia a frequentarla con l'intento di trasformarla da umile pescivendola in una vera principessa. La ragazza, che si chiama Marina, inizia a fare colpo sul suo cuore ma Diego deve pensare anche alla scommessa. Marina però scopre tutto e scappa. Diego cerca di recuperare la situazione perché per la prima volta sembra essersi innamorato. Sarà il nonno di Marina, un vecchio pescatore, a convincerla a partecipare al ballo che si terrà al Victoria college in onore di un principe. Diego cerca di spiegare il suo comportamento a Marina la quale addolorata non accetta le sue scuse. Diego, da convinto playboy, si consola in parte prendendo in giro il giovane principe ospite della festa. Infatti secondo un'antica tradizione della sua casata, il reale non può avere rapporti con l'altro sesso e può baciare sulle labbra solo ed esclusivamente la donna che deciderà di portare all'altare. Gli amici di Beatrice, convinti dalle sue precedenti parole, si presentano conciati da straccioni facendole fare figuraccia. Il principe sceglierà proprio Marina e durante un valzer al centro della sala la bacerà sulla bocca facendo avverare la tradizione e prendendo in moglie la piccola pescivendola. 

## Cuori solitari
Tutti hanno problemi di cuore! I cadetti, su insistenza delle collegiali fanno credere al colonnello Madison che la signora Ricci, invaghita di lui, sia in fin di vita. Diego avrà a che fare anche con Dorotea (Milly D'Abbraccio).

## Il finto capitano
Marcello è disperato, Paola una sua vecchia fiamma (Melba Ruffo) è in città per vederlo, e lui cerca in tutti i modi di nascondersi o di suicidarsi piuttosto che dire alla fortunata come stanno le cose. Il motivo? Aveva detto alla sua lei dell'epoca che era il capitano dell'Admiral Academy!!!
Per aiutare Marcello i cadetti creano due finte lettere di trasferimento.
Il finto capitano viene assegnato all'Admiral Academy mentre il Capitano Salice viene inviato in una caserma di confine lontana dall'accademia.
Quando arriverà capirà che la caserma è solo un avamposto con una logora tenda come dormitorio ed un solo soldato a presidiarla.
Il soldato, unica anima del posto, appare trasandato e sudicio e pare avere mire omosessuali nei confronti del capitano, il quale, però dopo qualche tempo riesce a ricordare dove aveva visto prima il capitano cui ha passato le consegne in accademia scoprendo così che si tratta di un barista e riprendendo il suo posto. Marcello dal canto suo è costretto a dire la verità perdendo il suo amore. Affranto e sconsolato decide di ripartire in vacanza promettendo ai ragazzi di non dire più bugie. Qualche tempo dopo, quando tutto appare sereno, si presenta una nuova ragazza e Marcello rivelerà che, questa volta, si è spacciato per il direttore del College Victoria.

## Una collegiale particolare
Alcuni cadetti devono partecipare ad un torneo di judo e Marco è il miglior sportivo dell'accademia. Baldani crede che la relazione tra Marco ed Arianna stia facendo peggiorare il rendimento del ragazzo. Il capo camerata contatta quindi un'attrice che finga di essere la fidanzata di Marco e metta in crisi il rapporto tra i due. Marco, per riconquistare l'amata, lascia la squadra di judo e decide di iscriversi, sfruttando un cavillo dello statuto, al Victoria college. Marco si troverà ad affrontare umilianti prove per la sua bella arrivando perfino ad indossare il tutù per una lezione di danza classica con le collegiali.
Scoprirà però che la Müller è una campionessa di judo e apprenderà a sue spese la mossa segreta dell'educatrice tedesca finendo a tappeto poco gloriosamente. Alla fine Arianna visto l'impegno del ragazzo decide di perdonarlo anche perché scopre la farsa di Baldani. Marco riesce a raggiungere la squadra, proprio mentre questa si gioca la finale contro la squadra militare tedesca, ed è costretto a scendere subito in campo per via di un infortunio alla caviglia patito da Roccia, che inciampa sul tatami subito dopo aver vinto la semifinale. Dapprima in svantaggio, Marco riesce a riportare il match in parità. All'ultimo assalto ricorderà la mossa segreta della Müller e riuscirà ad atterrare il suo avversario facendo vincere alla squadra italiana la medaglia d'oro.

## La macchina del colonnello
Il colonnello Madison incarica Carletto di ritirare la sua automobile d'epoca senza che gli altri cadetti possano toccarla o rovinarla. Non sapendo che l'auto appartiene al colonnello, gli altri decidono di farci un giro e, dopo essere stati inseguiti dai Mangosi, la incidentano, dovendo poi trovare un modo per racimolare velocemente il denaro per la riparazione, iscrivono le ragazze ad una gara di paracadutismo femminile.
A complicare le cose, il fatto che il giorno della gara le ragazze del college, per vincere la paura del lancio nel vuoto si ubriacano in modo pesante.  Poggi, per salvare la situazione ed ottenere i soldi della riparazione prenderà il posto della sua ragazza Arianna e vincerà la gara non prima di scambiarsi nuovamente con lei al momento della premiazione.
L'episodio finisce con la macchina perfettamente riparata e tirata a lucido.
Purtroppo però il colonnello Madison, nella foga di provare la sua amata macchina ingrana la retromarcia e la schianta di nuovo.

## Addio al celibato
È passato un anno dalla fuga di Marco ed Arianna vuole sposarsi al termine dell'anno scolastico. I cadetti organizzano l'addio al celibato per Marco, ma Arianna non vuole che il suo promesso sposo tocchi altre donne oltre a lei. Cinzia inventa una ricetrasmittente per captare le intenzioni dei ragazzi attraverso un microfono che Arianna ha posizionato sul vestito di Marco. Carletto ha il compito di reclutare delle prostitute da far partecipare alla festa. Le ragazze si sostituiscono alle prostitute e si recano all'addio al celibato.
Dopo vari battibecchi, tutto si risolve: i cadetti hanno finito il loro anno di addestramento, le collegiali hanno finito il loro periodo al college e tutti possono tornare alle loro vite, ma solo dopo aver presenziato al matrimonio di Marco ed Arianna. Quando tutto sembra pronto, il capitano Salice irrompe nel bar di Marcello trasformato in chiesa e dice a Marco che è scoppiata una guerra e che deve assolutamente tornare in servizio. Arianna, meravigliata, crede che sia tutta una finta di Marco per sottrarsi al matrimonio (come sembrerebbero far intendere alcune battute del capitano ed una certa attesa per qualcosa o qualcuno dello sposo durante la cerimonia) e parte al suo inseguimento.